# Jon Åge Tyldum
Jon Åge Tyldum (* 26. Oktober 1968 in Snåsa) ist ein ehemaliger norwegischer Biathlet.
Tyldum war nach Eirik Kvalfoss in der Saison 1988/89 der zweite Norweger, der den Gesamtweltcup im Biathlon gewinnen konnte. In der Saison 1991/92 war Tyldum erstmals Sieger der Gesamtwertung. Nachdem lange Zeit deutsche Athleten im Weltcup dominierten, gingen in dieser Saison die ersten drei Plätze der Gesamtwertung allesamt an Skandinavier. Zum zweiten Mal entschied Tyldum in der Saison 1994/95 den Gesamtweltcup für sich, er war der erste Norweger, dem dies gelang.
Bei den Weltmeisterschaften 1991 gewann Tyldum mit der norwegischen Mannschaft die Silbermedaille, was die erste Medaille in seiner Karriere bedeutete. Jeweils im Zwei-Jahres-Abstand folgten weitere Medaillen. 1993 gewann Tyldum mit der Silbermedaille im Sprint seine erste Einzelmedaille, 1995 erreichte er eine Silbermedaille im Einzel. Seine letzte Medaille gewann Tyldum 1997 mit der Silbermedaille im Staffelrennen. Insgesamt erreichte der Norweger vier Medaillen, jeweils zwei in Einzelrennen und zwei mit der norwegischen Staffel bzw. Mannschaft.
Tyldum trat 1998 vom aktiven Sport zurück.

## Bilanz im Biathlon-Weltcup
Die Tabelle zeigt alle Platzierungen (je nach Austragungsjahr einschließlich Olympische Spiele und Weltmeisterschaften).
- 1.–3. Platz: Anzahl der Podiumsplatzierungen
- Top 10: Anzahl der Platzierungen unter den ersten zehn (einschließlich Podium)
- Punkteränge: Anzahl der Platzierungen innerhalb der Punkteränge (einschließlich Podium und Top 10)
- Starts: Anzahl gelaufener Rennen in der jeweiligen Disziplin

| Platzierung                                   | Einzel | Sprint | Verfolgung | Massenstart | Team | Staffel | Gesamt |
| --------------------------------------------- | ------ | ------ | ---------- | ----------- | ---- | ------- | ------ |
| 1. Platz                                      |        | 2      |            |             |      |         | 2      |
| 2. Platz                                      | 1      | 1      |            |             | 1    | 2       | 5      |
| 3. Platz                                      | 1      | 1      |            |             |      | 1       | 3      |
| Top 10                                        | 10     | 7      |            |             | 2    | 6       | 25     |
| Punkteränge                                   | 17     | 22     | 2          |             | 2    | 6       | 49     |
| Starts                                        | 34     | 40     | 2          |             | 2    | 6       | 84     |
| Stand: Daten möglicherweise nicht vollständig |        |        |            |             |      |         |        |